# فيديريكو غونزاليس لونا
فيديريكو غونزاليس لونا (بالإسبانية: Federico González Luna)‏ هو سياسي مكسيكي، ولد في 3 يونيو 1966 في مدينة مكسيكو في المكسيك. حزبياً، نشط في Ecologist Green Party of Mexico ‏. وقد انتخب عضو مجلس النواب المكسيك.